# Arte ellenistica

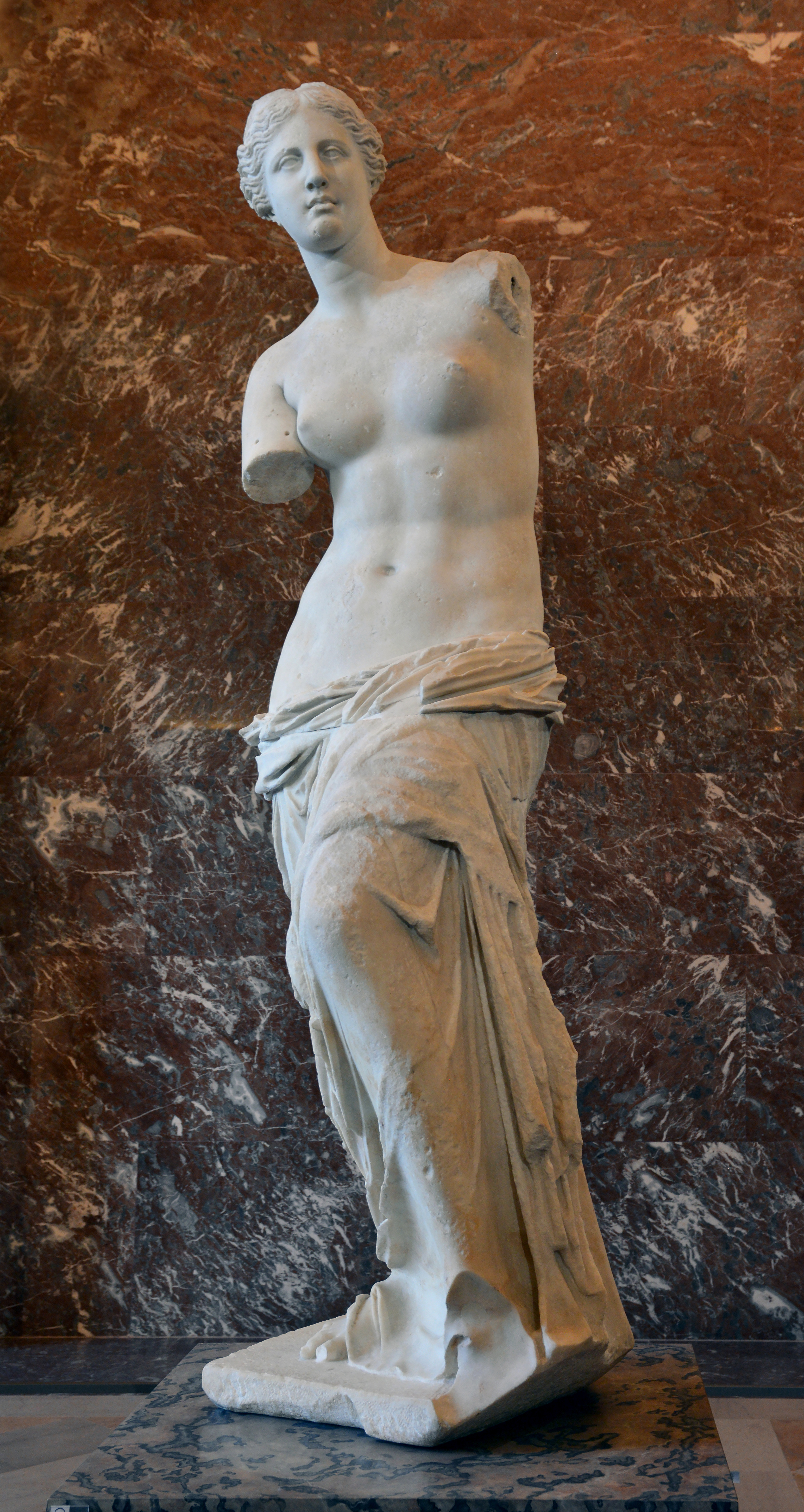
La Venere di Milo.

L'arte ellenistica riguarda il periodo dell'ellenismo, che viene convenzionalmente datato dalla morte di Alessandro Magno (323 a.C.) alla conquista romana dell'Egitto (ultimo regno ellenistico indipendente) nel 31 a.C. Tuttavia, grazie alla profonda influenza che l'arte ellenistica ebbe sull'arte romana, essa andò ben oltre la convenzionale data della battaglia di Azio, raggiunse con i propri motivi stilistici e iconografici le varie rinascenze europee e, a più riprese, continuò ad influenzare tutta l'arte occidentale e soprattutto quella dell'Asia centromeridionale dove aveva posto direttamente radici tre secoli prima.

## Contesto storico
L'evento cruciale dell'avvento della nuova cultura ellenistica fu la crisi della polis, che non fu affatto improvvisa. L'esasperazione dei cittadini nei confronti delle interminabili guerre tra le città portò alla convinzione che la pace e l'unità potessero essere raggiunte solo attraverso l'intervento di un principe straniero, convinzione che poi si realizzerà con l'imposizione da parte di Filippo II di Macedonia dell'egemonia macedone sulle poleis greche. Con le imprese di suo figlio Alessandro cessarono tutte le libertà delle poleis greche, però gli straordinari successi del principe macedone segnarono la grande vittoria della Grecia unita contro il popolo persiano e, in seguito l'assoggettamento di un enorme territorio che creò una sorta di regno universale, coeso dalla cultura greca.
Dopo la morte di Alessandro e le lotte di successione, l'enorme regno venne diviso in tre grandi regni: la dinastia tolemaica in Egitto, la dinastia seleucide in Siria, Mesopotamia e Persia e la dinastia antigonide in Macedonia e Grecia. I diadochi (sovrani ellenistici) favorirono l'insediamento dei greci e dei macedoni nei loro territori.
Solamente nel 263 a.C. sorse il regno indipendente di Pergamo sotto la dinastia degli Attalidi. In questo periodo, durato circa un secolo, fino all'inizio della conquista del mondo mediterraneo ed orientale da parte degli eserciti romani, la civiltà ellenistica raggiunse il massimo sviluppo, caratterizzata da un forte dinamismo, da frenetici scambi economici sostenuti da nuove vie commerciali e da centri manifatturieri attivissimi. Importante era la presenza di una comune classe dirigente greca, che impose una lingua, una cultura e dei costumi comuni a grandi linee.

## Caratteristiche

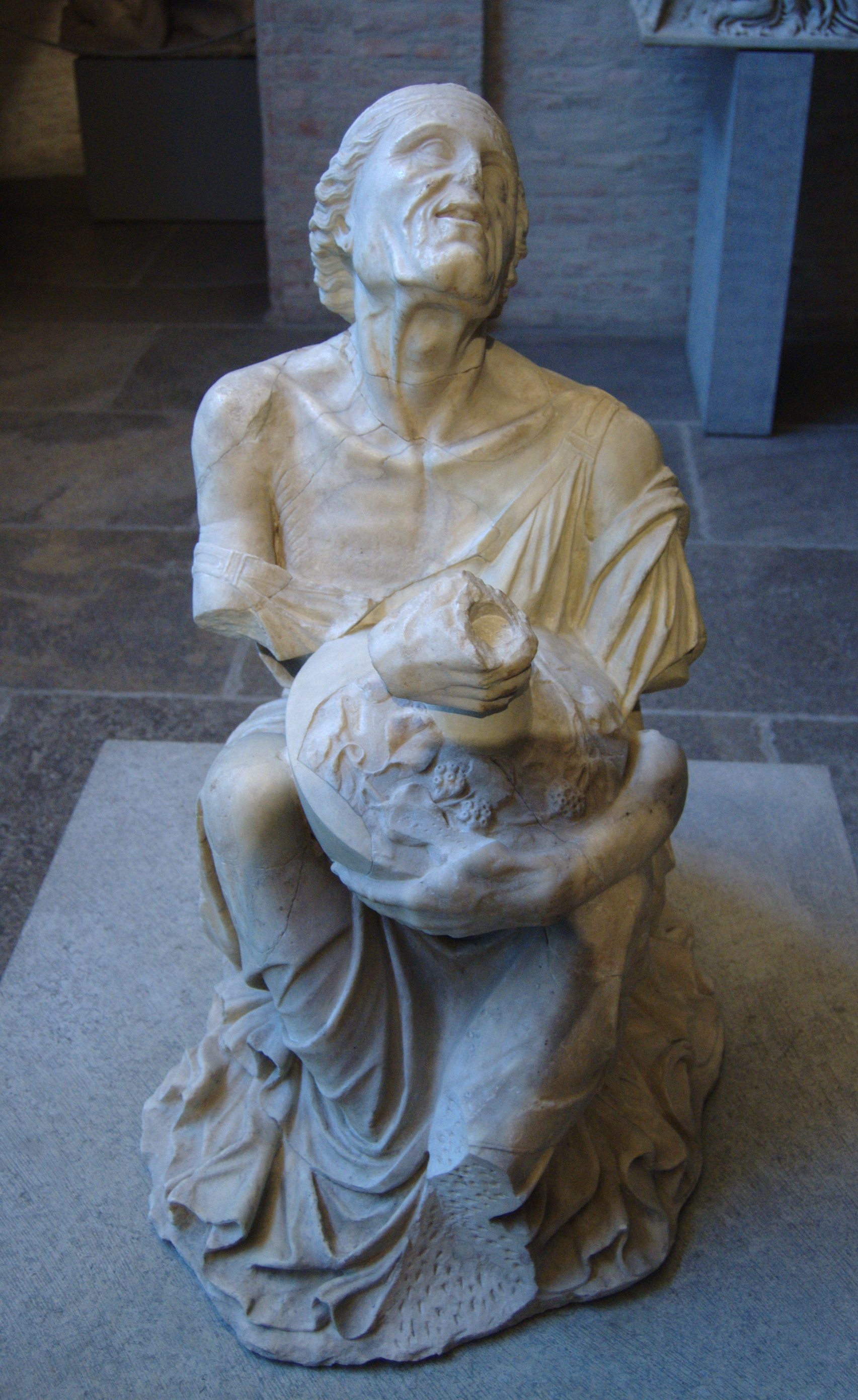
Vecchia ubriaca, Monaco di Baviera, Gliptoteca

I Greci avevano un peso predominante nelle società ellenistiche, nonostante la loro posizione di minoranza (a eccezione ovviamente della madrepatria greca e macedone). L'arte ellenistica, al pari delle altre discipline, uscì rinnovata dal confronto con le tradizioni dei popoli di Asia Minore, Eurasia, Asia Centrale, Siria, Fenicia, Africa del Nord, Mesopotamia, Persia e India, grazie ai continui scambi tra dominatori e dominati.
La civiltà urbana tipicamente greca si diffuse nei territori orientali con le nuove città fondate da Alessandro e dai suoi successori, e con l'ampliamento delle città già esistenti. La nuova assunzione della cultura monarchica tipica delle satrapie orientali da parte dei greci d'altra parte determinò l'aspetto delle nuove città e soprattutto delle capitali dei nuovi regni ellenistici. I sovrani ellenistici (basileus), seguendo l'esempio di Alessandro favorirono la propria divinizzazione, nell'interesse politico di dominare un territorio così vasto.
La scomparsa della polis come committente mutò profondamente gli obiettivi di letterati, artisti e filosofi. La committenza delle opere d'arte passò dalle città elleniche ai grandi centri culturali orientali e alle corti dei sovrani, spinti dal desiderio di abbellire le loro capitali, come Pella, Antiochia, Alessandria e Pergamo. Questa élite che concepiva l'arte come prodotto di lusso favorì anche l'aumento della produzione di oggetti e suppellettili preziose riproducibili serialmente.
L'artigianato segnò vette altissime nella produzione di terrecotte, vetro, tessuti, papiro e pergamena; come quest'ultima gli oggetti dell'arte toreutica furono un mezzo di diffusione delle iconografie oltre che di tesaurizzazione delle ricchezze.
Il centro culturale dell'ellenismo fu Alessandria d'Egitto, dove nacquero nuove discipline in campi specializzati (medicina, filologia, matematica, astronomia, scienze naturali in generale, ecc.), mentre Atene mantenne il ruolo di centro della ricerca filosofica (con scetticismo, stoicismo, epicureismo...), con rinnovata attenzione agli aspetti legati alla vita interiore ed alla psicologia.
Questo universo culturale si rifletté anche nella produzione artistica, dove si riscontrarono nuovi orientamenti: dall'osservazione scientifica nacque un minuzioso "verismo", dall'attenzione al lato privato della vita umana nacquero le raffigurazioni psicologiche e espressive, come l'espressione del dolore.
Convenzionalmente si tende a distinguere l'arte ellenistica in tre distinti periodi: primo (323-240 a.C.), medio (240-150 a.C.) e tardo (150 a.C.-31 a.C.) ellenismo. Si sarebbe quindi passati dalle esperienze tardo-classiche del primo ellenismo, ad uno stile con caratteristiche quali il movimento, la grandiosità e la ricerca dell'effetto scenografico del medio ellenismo, fino ad un'arte con tendenze classicistiche del tardo ellenismo.

## Architettura

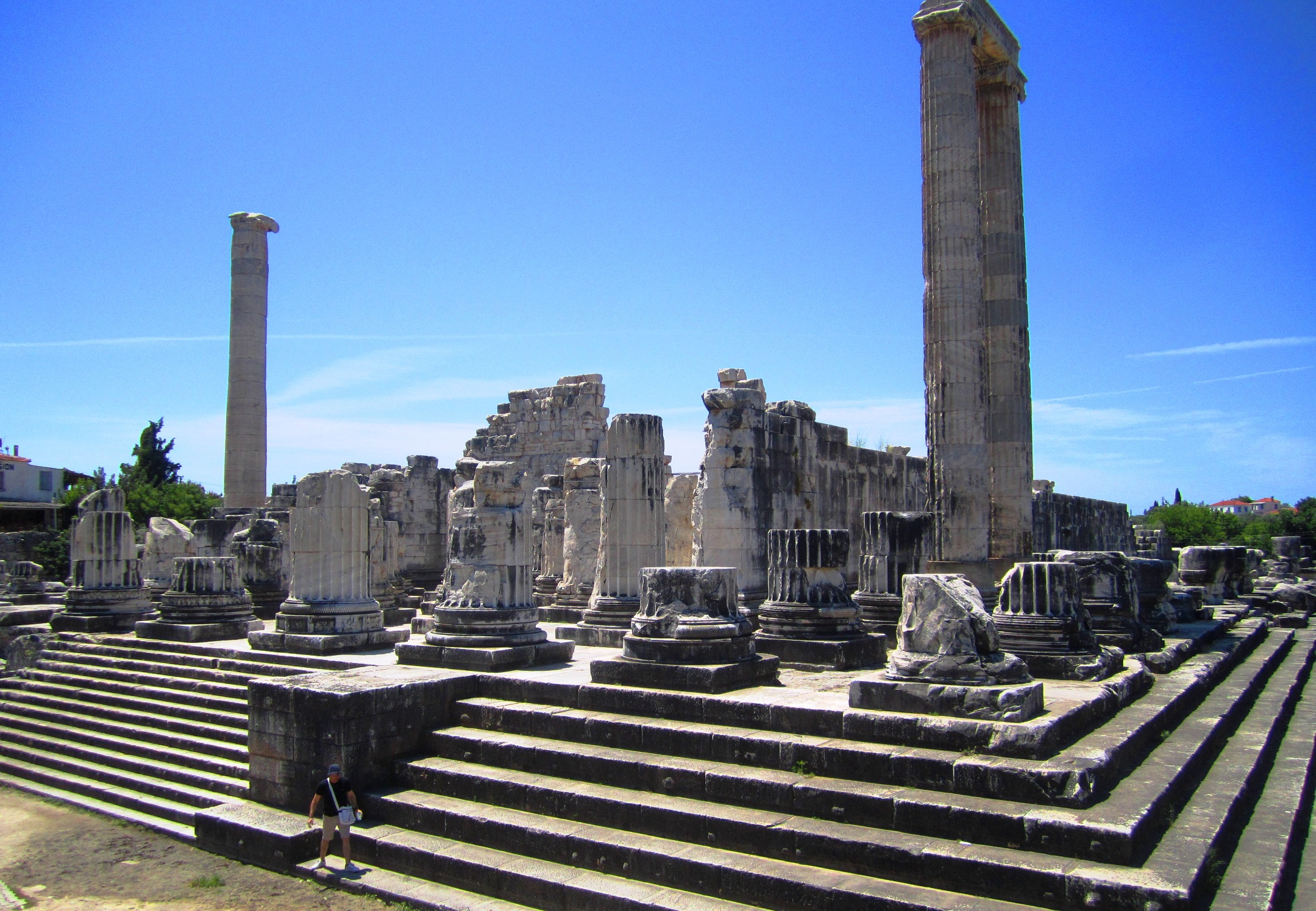
Didima. Tempio di Apollo. Esterno.

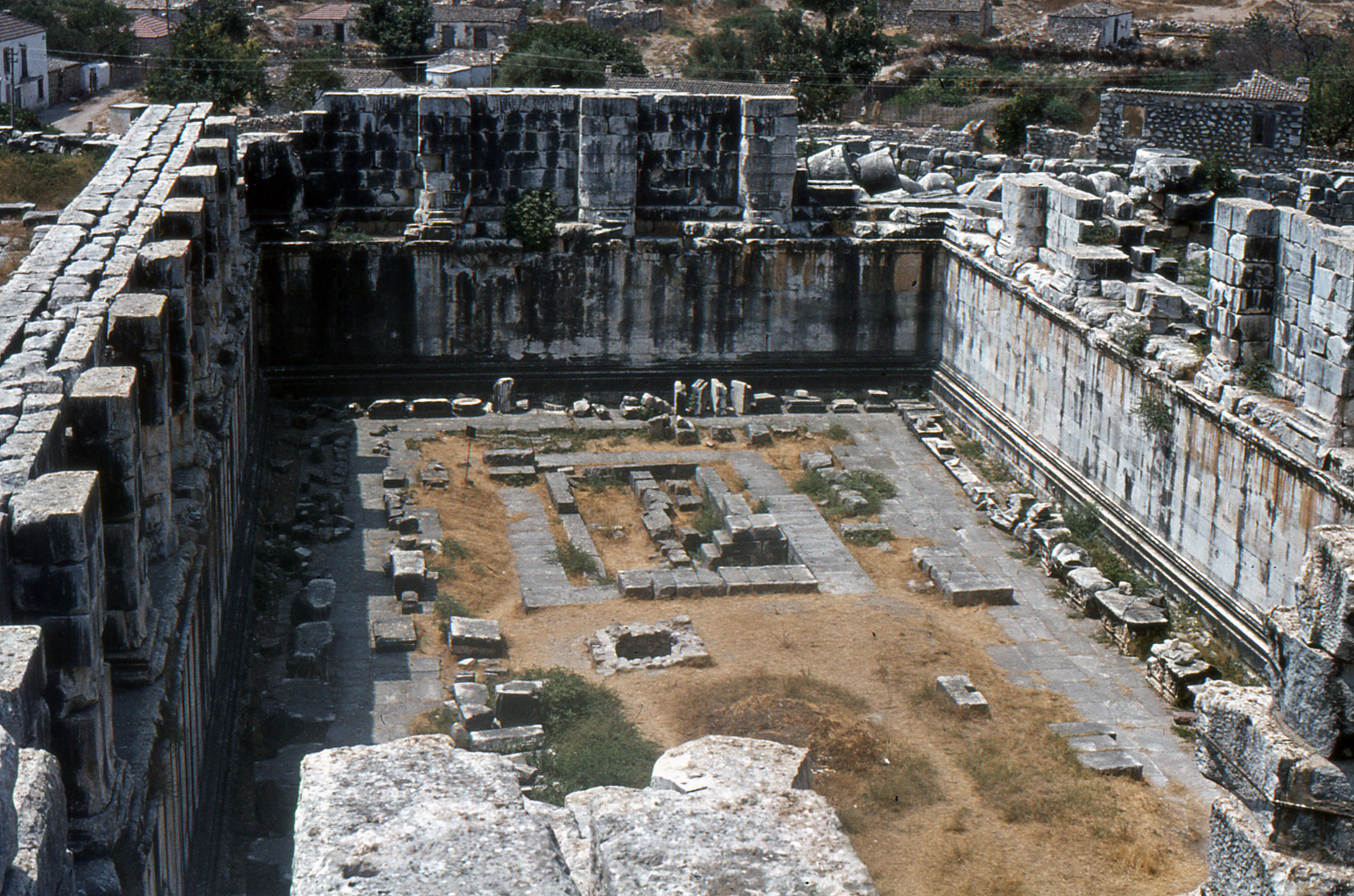
Didima. Tempio di Apollo. Veduta del cortile interno.

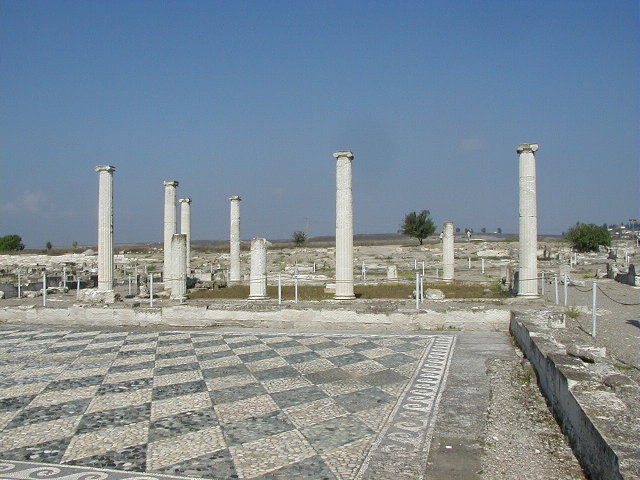
Pella. Casa a peristilio e mosaico pavimentale.

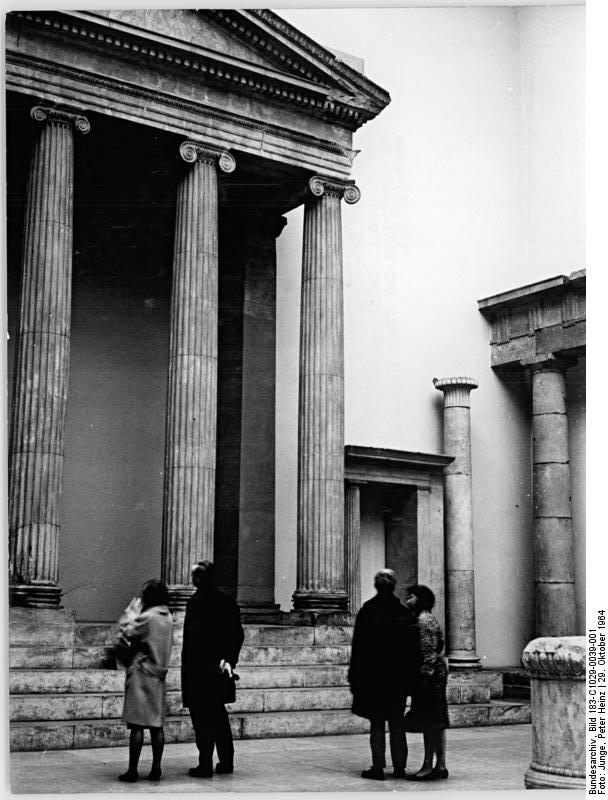
Facciata del tempio di Zeus Sosipolis di Magnesia al Meandro, ricostruita nei Musei di Stato di Berlino (Peter Heinz Junge, 1964 - Archivio federale tedesco).

L'architettura ellenistica nasce dal rinnovamento, attraverso le strutture orientali, della tradizione classica fornendo gli elementi che verranno impiegati dall'architettura romana e occidentale. Tale rinnovamento coinvolge attivamente le zone più orientali della Grecia ellenistica (Macedonia, Asia Minore, Siria, Egitto), lasciando alla Grecia centrale e continentale un ruolo maggiormente passivo. I regni ellenistici favorirono il sorgere di una architettura principesca, mentre le classi privilegiate delle corti ellenistiche e la nuova borghesia mercantile delle città che mantennero le vecchie istituzioni diedero vita ad una architettura privata senza precedenti (i siti più importanti al riguardo sono Pella e Delo). L'architettura funeraria, allo stesso modo e sempre in dipendenza dal tipo di committenza, si sviluppa fino ad assumere la stessa importanza e le stesse caratteristiche dell'architettura di prestigio.
L'architettura ellenistica si differenzia dalla precedente classica per uno spiccato carattere eclettico, che si manifesta sin dall'inizio con la tendenza alla sovrapposizione degli ordini dorico, ionico e corinzio; gli elementi degli stili architettonici perdono la loro funzione strutturale e si dispiegano attraverso un senso maggiormente pittorico e decorativo. Si utilizzano di preferenza l'ordine ionico e il corinzio che meglio si adattano al nuovo gusto decorativo attento agli effetti scenografici.
Conformemente alle maggiori esigenze delle corti dinastiche, nascono nuovi tipi di edifici, come ginnasi e palestre, e si sperimentano innovazioni stilistiche nei portici, nei peristili e nelle vie colonnate delle città di Delo, Atene, Eleusi, Mileto, Rodi e Pergamo. Il tipo architettonico principale nell'urbanistica ellenistica è la stoà che diviene un elemento di raccordo e separazione tra gli spazi. Generalmente a forma rettangolare ve ne sono alcune, come a Priene e a Magnesia al Meandro a ferro di cavallo. La stoà di Attalo è un esempio di stoà a due piani. Altri tipi diffusi in ambito pubblico e laico sono il bouleuterion (il più famoso quello di Mileto) e l'ekklesiasterion, noto quello di Priene.
Nasce il nuovo tipo architettonico dell'altare monumentale, con il bellissimo esemplare dell'Altare di Zeus a Pergamo al quale si accedeva da un'entrata laterale che induceva ad una visione scorciata del fregio ad altorilievo. Negli altari come quello di Pergamo e quello di Magnesia al Meandro la prevalenza data agli effetti ottici corrisponde a quanto avviene negli edifici e nelle fronti sceniche stabili, che in questo periodo iniziano ad essere costruite nei teatri. La struttura dei due altari appena ricordati, con uno scalone centrale affiancato da due avancorpi e con un portico rialzato, è la stessa che si ripropone nelle soluzioni urbanistiche delle città ellenistiche costruite in piano o su terrazze porticate.
Anche l'architettura religiosa pur rimanendo fedele ai canoni classici risente delle nuove tendenze: la maggiore importanza assegnata all'impatto scenografico esteriore degli edifici si concretizza nella sopraelevazione del tempio su una base di altezza sensibile oltre che in uno sviluppo maggiore del pronao e una nuova attenzione alla facciata. Vengono inoltre sperimentate maggiormente le soluzioni alternative alla staticità dell'impianto templare, con un maggiore impiego della pianta circolare (tholos) e dell'esedra semicircolare. È tipica la disposizione ordinata e coordinata degli edifici tra loro, che sostituisce la crescita spontanea dei santuari classici, conseguenza di una precisa volontà estetica. L'importanza degli aspetti scenografici comporta una organizzazione degli spazi esterni alla ricerca di un maggiore coinvolgimento del visitatore, secondo la nuova tendenza inaugurata da Lisippo.
Della fase di transizione dalle composte forme classiche all'eclettismo ellenistico, tra IV e III secolo a.C. è esempio tipico il tempio di Artemide a Sardi. Una delle costruzioni templari più importanti del periodo è il nuovo tempio di Apollo a Didyma presso Mileto cui si ispirarono molti degli edifici successivi: l'edificio riprendeva la struttura del precedente tempio ionico trasformandola in senso monumentale e riorganizzandone gli spazi in modo da esaltarne le funzioni religiose. L'importanza assegnata alle funzioni rituali sembra all'origine della struttura della tholos di Arsinoe nel Santuario dei Grandi Dei di Samotracia, edificata da Arsinoe II, moglie di Lisimaco, tra il 289 e il 281 a.C. La rotonda si caratterizza per la soppressione dei colonnati e l'arretramento verso l'esterno del muro perimetrale.
Il maggiore architetto del periodo è Ermogene di Priene (tempio di Artemide Leucofriene e tempio di Zeus Sosipolis a Magnesia sul Meandro, tempio di Dioniso a Teos), che grande influenza ebbe sull'architettura templare dalla fine del III secolo a.C. attraverso una trasformazione fondamentale della pianta e delle forme di derivazione classica. Le forme tendono ad allungarsi e le superfici si sviluppano maggiormente rispetto ai volumi; il colonnato interno alla cella viene soppresso a favore di una ariosità cercata anche attraverso l'ampliamento della galleria. Aumentano le decorazioni scultoree e dipinte che accrescono la leggerezza ottenuta con il frequente alternarsi dei pieni e dei vuoti, in una prospettiva più pittorica che plastica. Questa nuova estetica, ormai pienamente ellenistica, si impose all'inizio del II secolo a.C. sulla forte influenza esercitata fino ad allora dalla tradizione classica e dalle grandi realizzazioni templari di Efeso e Didima; la si riscontra ad esempio nell'Hekateion di Lagina, in Caria.
Le nuove fondazioni orientali presentano un impianto regolare come a Priene e a Dura-Europos. Pergamo è l'esempio più tipico della nuova urbanistica: una disposizione a terrazze con gli edifici collegati tra loro da una rete di stradine. Delo, già dedicata al culto, divenne in epoca ellenistica una città commerciale; notevoli vi sono alcune case private con peristilio, diretti precedenti delle case di Pompei e Ercolano. A Lindo intorno al semplice tempio di Atena di età arcaica il santuario venne strutturato scenograficamente attraverso portici, propilei e gradinate di accesso.
I teatri acquisiscono una organizzazione spaziale maggiormente strutturata e pur continuando ad adattarsi alla conformazione del sito tendono ad una maggiore integrazione con gli edifici monumentali ai quali si affiancano; il teatro di Pergamo ne è un esempio tipico.

## Arte

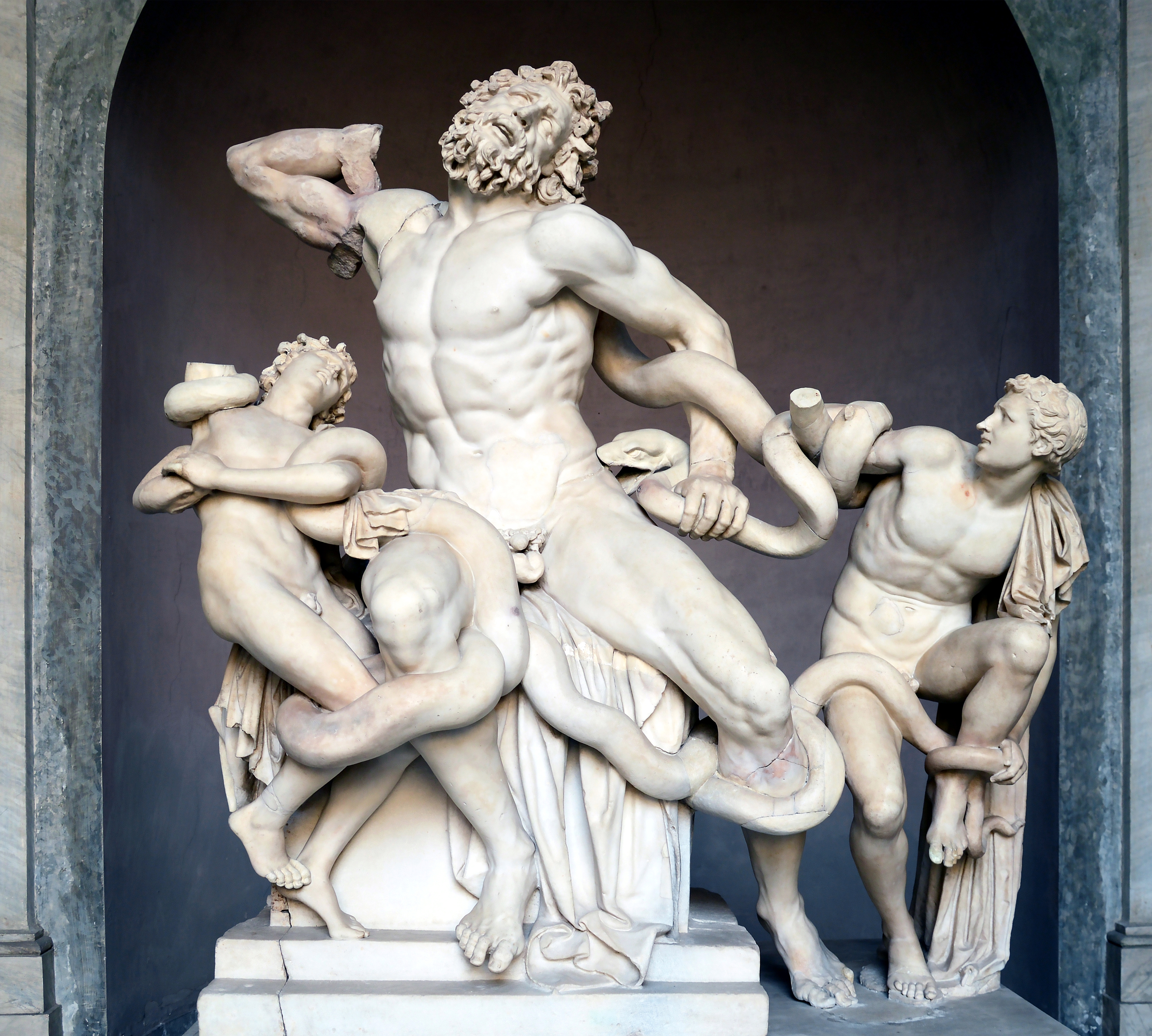
Gruppo del Laocoonte

Durante il periodo ellenistico la scultura diventa molto più naturalistica, abbandonando in un certo modo gli ideali di bellezza e perfezione fisica caratteristici del periodo classico. La gente comune, donne, bambini, animali e scene domestiche, accanto a soggetti esotici (persone di colore, pigmei, esseri fantastici) divennero soggetti comuni nella produzione scultorea, commissionata da famiglie abbienti per l'ornamento di ville e giardini. Alla scultura decorativa tipica delle scuole rodia ed alessandrina, fa riscontro quella più classicista delle opere destinate ai templi ed ai luoghi pubblici.
Ma anche in questo caso ad una certa standardizzazione della produzione scultorea verso formule di pura imitazione delle opere di Skopas, Lisippo e Prassitele, si evidenzia una ricerca per l'effetto drammatico e plastico inusuale per i canoni estetici dell'arte greca.
Alcune delle più conosciute sculture ellenistiche come la Nike di Samotracia, la Venere di Milo, il Galata morente ed il gruppo del Laocoonte raffigurano temi classici, ma il loro trattamento è molto più sensuale, emotivo e ricco di pathos o drammaticità, lontano dalla bellezza austera tipica di soggetti analoghi della scultura del periodo classico.
Nel periodo ellenistico iniziò anche a praticarsi l'arte del ritratto, fino ad allora praticamente non usato dai greci a causa della destinazione pubblica delle immagini e del divieto di collocare immagini private all'esterno. In primo luogo i ritratti riguardarono i monarchi, spesso raffigurati con un'aura di sovrani illuminati che riflettesse la loro ascendenza divina.

### Ritratti

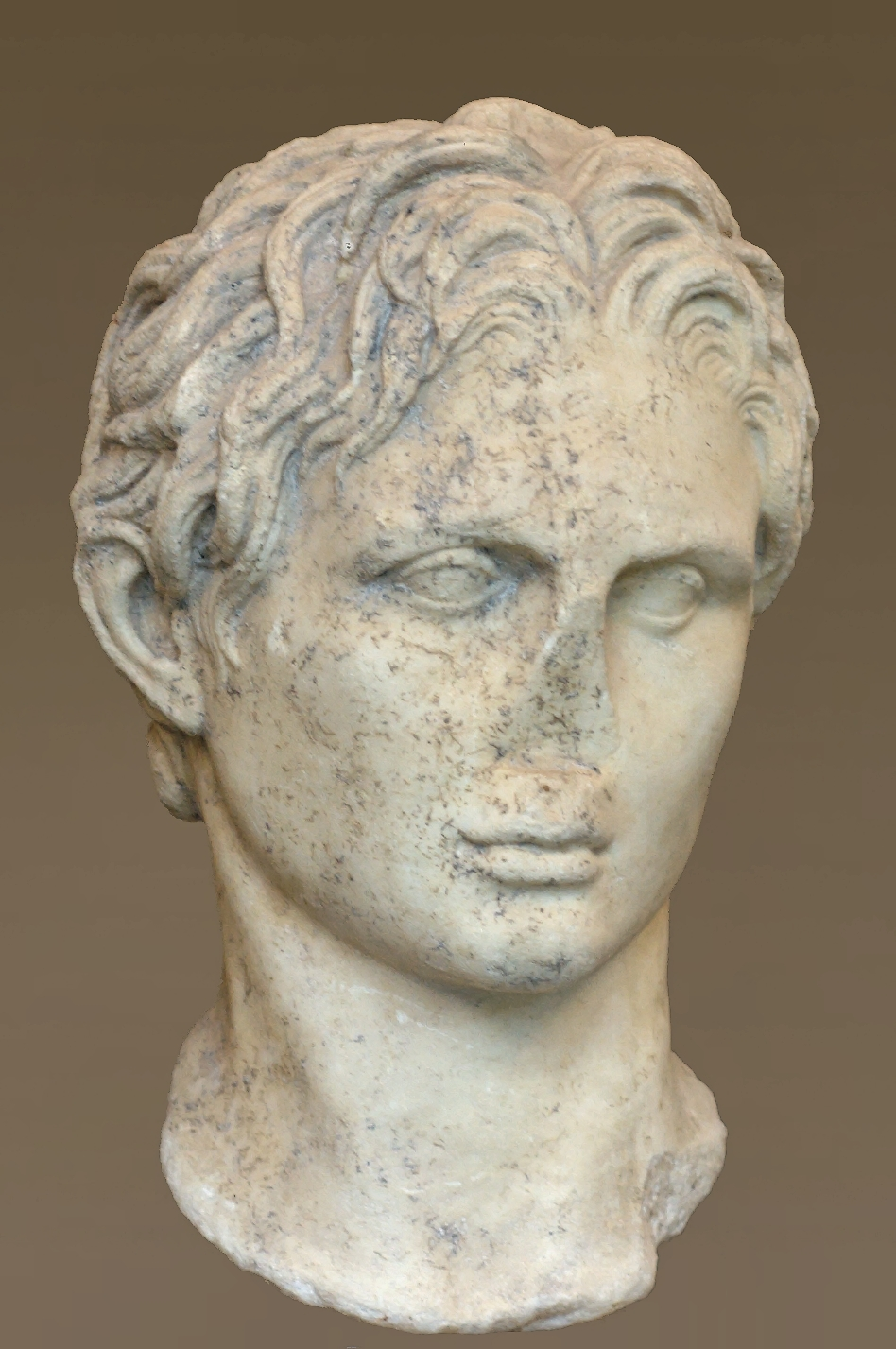
Lisippo, Ritratto di Alessandro Magno

La grande personalità di Lisippo e le mutate condizioni sociali e culturali fecero sì che venissero superate le ultime reticenze verso il ritratto fisiognomico e si arrivasse a rappresentazioni fedeli dei tratti somatici e del contenuto spirituale degli individui. Nel realizzare il ritratto di Alessandro Magno trasformò il difetto fisico che obbligava il condottiero, secondo le fonti, a tenere la testa sensibilmente reclinata su una spalla in un atteggiamento verso l'alto che sembra alludere a un certo rapimento celeste, "un muto colloquio con la divinità". Questa opera fu alla base del ritratto del sovrano "ispirato", che ebbe una duratura influenza nei ritratti ufficiali ben oltre l'età ellenistica.
Dopo Lisippo, tra i secoli II e I a.C., si ebbe uno sviluppo amplissimo del ritratto fisiognomico greco, e non riguardò più solo i sovrani e gli uomini particolarmente illustri, ma anche i semplici privati: nell'ellenismo infatti l'arte era ormai a disposizione del singolo e non più esclusivamente della comunità. Si diffusero inoltre il ritratto onorario e il ritratto funerario.
Tra i capolavori di questo periodo ci sono i ritratti di Demostene e di Ermarco, basati sul reale aspetto dei personaggi (280-270 a.C.), il ritratto di anziano 351 del Museo Archeologico Nazionale di Atene, (200 a.C.), la testa in bronzo di Anticitera (sempre a Atene, 180-170 a.C. circa), il patetico ritratto di Eutidemo di Battriana, ecc. Esempio di un verismo di maniera è il ritratto di ricostruzione dello Pseudo-Seneca di Napoli. Nei ritratti ufficiali, al posto della tendenza più prettamente "verista", si privilegiava dare ai ritratti una valenza più nobile e degna, con espressioni più ieratiche e distaccate, come i ritratti di Antioco III di Siria, di Tolomeo III, di Berenice II, di Tolomeo VI, di Mitridate VI ecc.